# Ludomir Combes
Jacques Ludomir Combes, né en 1824 à Fumel et mort en 1892 à Monflanquin (Lot-et-Garonne), pharmacien à Fumel de profession, est aussi géologue, paléontologue et préhistorien de son département, le Lot-et-Garonne. Il met notamment en place la première stratigraphie géologique de l'Agenais.

## Biographie
Ludomir Combes nait à Fumel (Lot-et-Garonne) le 18 janvier 1824. Son père est pharmacien.
Il passe par le collège de Monsempron-Libos puis poursuit ses études au lycée de Cahors. Il obtient son baccalauréat ès Lettres en 1845. Il étudie ensuite à Paris, puis se présente à Agen où il reçoit le diplôme de pharmacien.
Il prend la succession de son père à la pharmacie paternelle. Il est aussi délégué du canton de Fumel pour l'école primaire. 

Après sa retraite de la pharmacie, il est délégué du canton de Monflanquin pour l'école primaire et suppléant à la justice de paix.
En 1880 il vend sa collection de paléontologie et d'objets préhistoriques pour 20 000 francs à la municipalité d'Agen.
Il décède le 2 avril 1892 à Monflanquin (Lot-et-Garonne).

## Contribution aux sciences
Il s'intéresse à la géologie, la minéralogie, la paléontologie et la Préhistoire.

### Géologie
Selon la Bibliographie générale de l'Agenais, ses travaux ont un grand intérêt pour l'Agenais. Ses travaux sur la géologie de la région fumeloise servent ensuite de base à l'exploitation de la chaux, du ciment, de l'argile, de la castine et de la pierre de taille.
Il met en place la première stratigraphie de cette région ; il reçoit Alcide Dessalines d'Orbigny, qui l'aide à en délimiter les différents niveaux géologiques (pour chaque période, Combes spécifie « suivant A. d'Orbigny »).

### Paléontologie et préhistoire
Il est considéré comme le pionnier de la recherche préhistorique et paléontologique pour le Lot-et-Garonne.

## Organismes et associations
Il fait partie de plusieurs sociétés savantes :
- Académie des sciences, lettres et arts d'Agen[2] ;
- Académie nationale de pharmacie (membre correspondant)[2] ;
- Comité des travaux historiques et scientifiques (membre correspondant 1862-1863)[2] ;
- Société française d'archéologie (membre correspondant)[2] ;
- Société géologique de France (membre titulaire[5]) ;
- Société linnéenne de Bordeaux[2].

## Honneurs
Il est chevalier de l'Ordre de Charles III d'Espagne.
Une rue de Fumel porte son nom.

## Publications
Il publie 14 fascicules ou livres à compte d'auteur et donne lieu à de nombreux articles dans différentes revues scientifiques. Quelques-uns de ses travaux sont présentés par Jacques-Raoul Tournouër, géologue à Agen.
- [1851] De l'Atmosphère et de l'air atmosphérique, leur importance considérée sous le point de vue physique, chimique, physiologique et géologique, impr. P. Nouvel, 1851.
- [1855] Fumel et ses environs, Haut Agenais. Recherches géologiques et paléontologiques, météorologiques et botaniques, 1855.
- [1857] Résumé des causes principales de l'apparition et de la disparition successives ou simultanées des divers corps organisés sur la terre dans leurs rapports avec la maladie de la vigne, Agen, impr. Prosper Nouvel, 1857.
- [1857] La géologie et la physiologie dans leurs rapports avec la maladie de la vigne et de la pomme de terre, Agen, impr. Prosper Nouvel, 1857.
- [1862] De l'Univers. Études sur l'origine du monde et ses modifications successives, 1862, sur gallica (lire en ligne).
- [1865] Études géologiques sur l'ancienneté de l'Homme et sur sa co-existence avec divers animaux d'espèces éteintes ou émigrées, dans les vallées du Lot et de ses affluents, Agen, impr. Prosper Noubel, 1865, sur gallica (lire en ligne).
- [1868] Époque tertiaire. De la contemporanéité de divers mammifères fossiles dans les couches éocènes tertiaires du département de Lot-et-Garonne.
- [1868] L'Homme dans la vallée du Lot, antérieurement à l'âge de pierre, 1868, sur gallica.
- [1870] Études sur la géologie, la paléontologie et l'ancienneté de l'Homme dans le département de Lot-et-Garonne, Villeneuve-sur-Lot, impr. X. Duteis, 1870, sur gallica (lire en ligne).
- [1873] Note sur l'origine et la formation des minerais de fer du Haut-Agenais (Lot-et-Gar.) et des phosphates de chaux du Quercy (Lot), Agen, impr. P. Noubel, 1873, 10 p..
- [1888] Les mondes disparus ou 40 ans d'études et de recherches sur la géologie, la paléontologie et l'ancienneté de l'homme dans le département de Lot-et-Garonne et les départements limitrophes, Agen, impr. Virgile Lenthéric, 1888, 7 pl., VIII-171 (présentation en ligne).